# Windows 98
El Windows 98 (anomenat Memphis durant el desenvolupament) és un sistema operatiu gràfic publicat el 15 de juny de 1998 per Microsoft Corporation.
Aquest nou sistema és essencialment una actualització del Windows 95, i com aquesta versió és un producte híbrid entre els 16-bits i els 32-bits. Algunes de les millores van ser un millor suport pel AGP, controladors pel maquinari USB i suport per múltiples monitors.
Seguint el camí de les últimes actualitzacions del Windows 95 aquest va continuar amb la integració de l'Internet Explorer amb la IGU de Windows (aquesta funcionalitat és anomenada Active Desktop (Escriptori Actiu).

## Segona Edició
El Windows 98 Segona Edició (també anomenat Windows 98 SE) va ser publicat el 10 de juny de 1999. Aquesta versió incorporava algunes millores en vers l'anterior, importants correccions, l'actualització de l'Internet Explorer 4 per la següent versió (que era més ràpid i lleuger), suport per DVD i el Netmeeting 3. Una altra de les millores fou la possibilitat de compartir l'accés a internet entre diversos ordinadors.

## Següent versió
La següent versió del Windows fou el Windows Me.

## Per a més informació
- Davis, Fred; Crosby, Kip. The Windows 98 Bible.  Berkeley, California: Peachpit Press, 1998. ISBN 0-201-69690-8.